# 1. deild Wysp Owczych (2011)
W roku 2011 odbyła się 68. edycja 1. deild Wysp Owczych – drugiej ligi piłki nożnej Wysp Owczych. W rozgrywkach brało udział 10 klubów z całego archipelagu. Kluby z pierwszego i drugiego miejsca awansowały do Vodafonedeildin, a w tym sezonie były to FC Suðuroy oraz AB Argir. Drużyny z dwóch ostatnich miejsc (EB/Streymur II oraz 07 II Vestur) automatycznie spadały do ligi trzeciej.

## Uczestnicy
| Uczestnicy 1. deild Wysp Owczych 2010                                                                         | Uczestnicy 1. deild Wysp Owczych 2010 | Uczestnicy 1. deild Wysp Owczych 2010 | Uczestnicy 1. deild Wysp Owczych 2010 |
| --- | ------------------------------------- | ------------------------------------- | ------------------------------------- |
| TB | TB Tvøroyri                           | 3                                     |                                       |
| EBSII | EB/Streymur II                        | 4                                     |                                       |
| HBII | HB II Tórshavn                        | 5                                     |                                       |
| VÍKII | Víkingur II Gøta                      | 6                                     |                                       |
| FCH | FC Hoyvík                             | 7                                     |                                       |
| NSÍII | NSÍ II Runavík                        | 9                                     |                                       |
| Spadek z Vodafonedeildin 2010                                                                                 |                                       |                                       |                                       |
| FCS | FC Suðuroy                            | 9                                     |                                       |
| AB | AB Argir                              | 10                                    |                                       |
| Awans z 2. deild Wysp Owczych 2010                                                                            |                                       |                                       |                                       |
| SKÁ | Skála ÍF                              | 1                                     |                                       |
| 07II | 07 II Vestur                          | 3                                     |                                       |
| Oznaczenia: - kolumna pierwsza – skróty nazw drużyn, - kolumna trzecia – miejsce zajęte w poprzednim sezonie. |                                       |                                       |                                       |

## Tabela ligowa
| Lp. | Drużyna            | M  | Z  | R | P  | Bramki | Bramki | Różn. | Pkt | Uwagi                |
| --- | ------------------ | -- | -- | - | -- | ------ | ------ | ----- | --- | -------------------- |
| 1   | FC Suðuroy (M) (A) | 27 | 22 | 4 | 1  | 88     | 23     | +65   | 70  | Awans do Effodeildin |
| 2   | TB Tvøroyri (A)    | 27 | 19 | 4 | 4  | 81     | 26     | +55   | 61  | Awans do Effodeildin |
| 3   | AB Argir           | 27 | 19 | 4 | 4  | 80     | 25     | +55   | 61  |                      |
| 4   | Skála ÍF           | 27 | 12 | 4 | 11 | 54     | 43     | +11   | 40  |                      |
| 5   | NSÍ II Runavík     | 27 | 12 | 2 | 13 | 61     | 68     | −7    | 38  |                      |
| 6   | HB II Tórshavn     | 27 | 10 | 3 | 14 | 43     | 56     | −13   | 33  |                      |
| 7   | Víkingur II Gøta   | 27 | 9  | 4 | 14 | 48     | 58     | −10   | 31  |                      |
| 8   | EB/Streymur II     | 27 | 10 | 1 | 16 | 44     | 73     | −29   | 31  |                      |
| 9   | FC Hoyvík (S)      | 27 | 8  | 2 | 17 | 40     | 66     | −26   | 26  | Spadek do 2. deild   |
| 10  | 07 II Vestur (S)   | 27 | 0  | 0 | 27 | 16     | 117    | −101  | 0   | Spadek do 2. deild   |